# Coppa Acerbo
La Coppa Acerbo è stata un'importante gara automobilistica, istituita in onore dell'eroe abruzzese Tito Acerbo e svoltasi tra le strade cittadine e le colline di Pescara, Spoltore, Cappelle sul Tavo e Montesilvano dal 1924 al 1961.
Le edizioni del 1934, 1935 e 1937 hanno portato il nome di una squadra automobilistica locale, Targa Abruzzo. Nel dopoguerra la titolazione originaria a Tito Acerbo, fratello del Giacomo Acerbo ideatore della manifestazione e ministro del governo durante il fascismo, venne abbandonata e la gara assunse varie denominazioni, mantenendo però l'ordine numerale relativo all'anno di edizione. Dal 1946 la gara alternò le denominazioni Circuito di Pescara, 12 Ore di Pescara, Gran Premio di Pescara e 4 ore di Pescara.

## Il tracciato

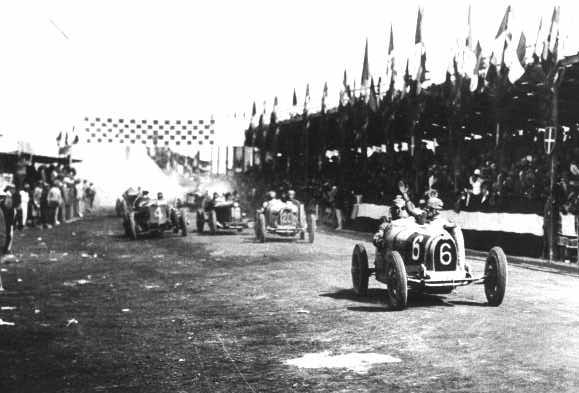
Il traguardo dell'edizione del 1927

La gara veniva disputata su un circuito in buona parte cittadino di oltre 25 km (25.579 m).
Il circuito iniziava in piazza Duca degli Abruzzi, sulla via Nazionale Adriatica, e percorreva il lungo rettilineo in direzione sud per poi girare verso l'interno su via del Circuito fino alle campagne circostanti e ai paesi di Villa Raspa e Spoltore, su strade panoramiche ma impegnative per piloti e vetture, per poi raggiungere Cappelle sul Tavo. Di qui le automobili prendevano la direzione del mare e quindi intraprendevano ad altissima velocità il cosiddetto chilometro lanciato sulla via Vestina, lungo rettilineo che collega Cappelle con Montesilvano, dove nel 1950, Juan Manuel Fangio raggiunse la velocità di 310,314 km/h -, fino a confluire sulla via Nazionale Adriatica dove poi il circuito svoltava verso sud, per completare il giro.
Il tracciato presentava grandi difficoltà, soprattutto per le precarie condizioni di sicurezza nelle quali si svolgeva la manifestazione; inoltre sul percorso si accalcavano folle immense, fino a 200.000 spettatori. Nel 1934, il giovane pilota Guy Moll vi perse la vita in un incidente.

## Storia

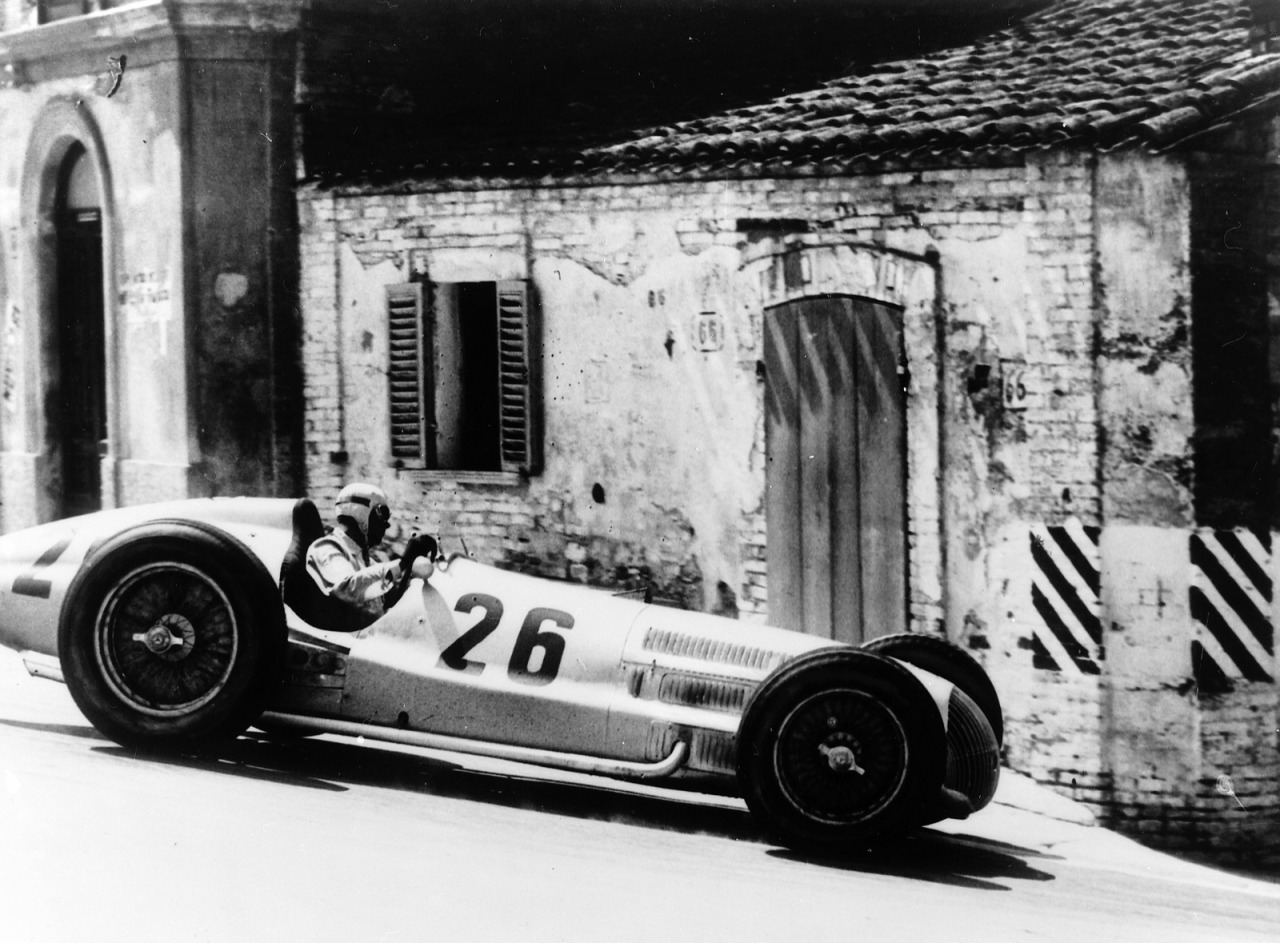
Coppa Acerbo 1938, il vincitore Rudolf Caracciola a Cappelle sul Tavo

Alle molte edizioni hanno partecipato le migliori case automobilistiche italiane, Ferrari, Bugatti, Alfa Romeo, Maserati, e straniere, Mercedes-Benz, Auto Union, Vanwall, nonché molti grandi campioni.
Nel 1957 Stirling Moss vinse l'unica edizione valevole come prova del Campionato mondiale di Formula 1 che fu disputata a Pescara a causa dell'improvvisa cancellazione del Gran Premio del Belgio e di quello dei Paesi Bassi. Il circuito di Pescara è ancor oggi il tracciato più lungo dove si sia mai disputata una gara di Formula 1.

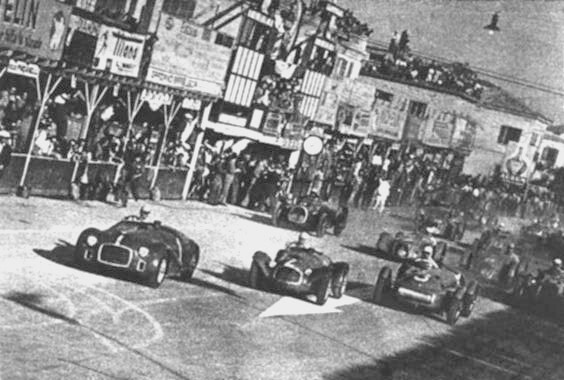
Coppa Acerbo 1948 Cortese e Sommer

Nel 1961 si è svolta l'ultima edizione della corsa, scomparsa per l'impossibilità di garantire la sicurezza di piloti e spettatori. Dopo la tragedia di Le Mans del 1955 l'edizione di quell'anno fu annullata, ma la gara riprese nel 1956. L'anno successivo, nonostante la tragedia di Guidizzolo, la gara non poté essere sospesa in quanto inserita nel Campionato di Formula 1, ma lo fu nel 1958 e 1959. Tornò ad essere disputata nel 1960, come "XXVI Gran Premio di Pescara", riservato a vetture di Formula 2. L'ultima edizione, denominata "4 ore di Pescara" e valida per il Campionato del Mondo Sport Prototipi, fu vinta dalla coppia Lorenzo Bandini - Giorgio Scarlatti su Ferrari 250 Testa Rossa.

## L'albo d'oro

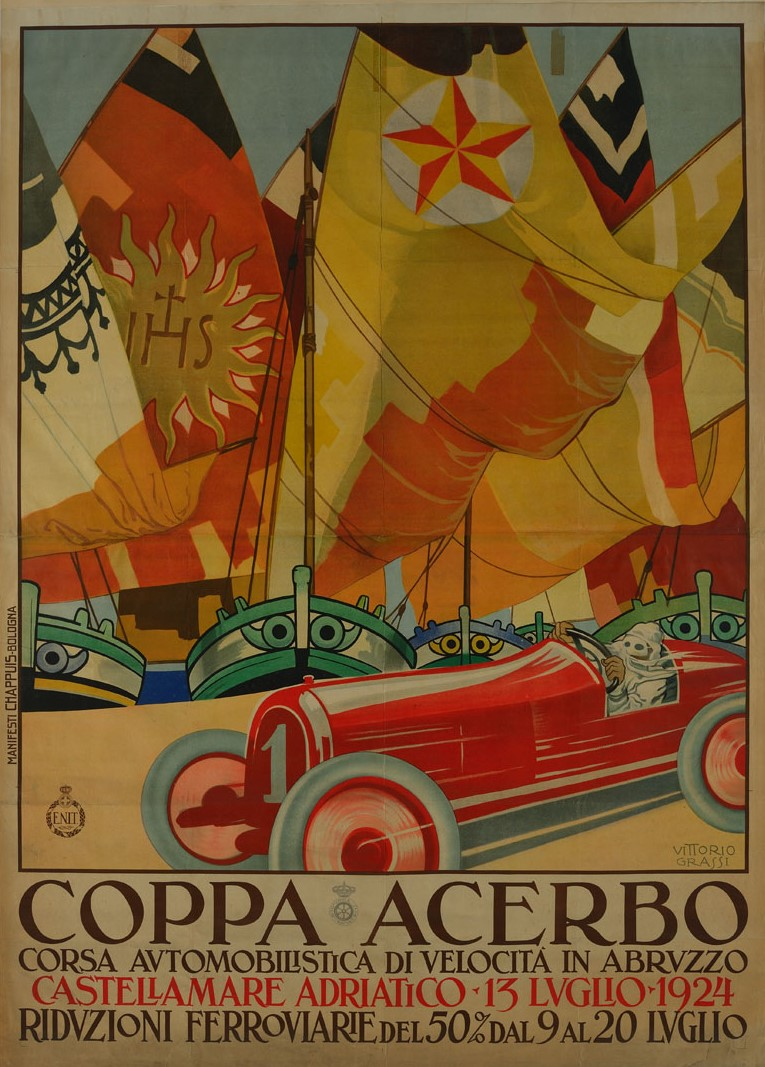
Manifesto della prima edizione della Coppa Acerbo

| Anno                                                                             | Denominazione                | Serie           | Pilota                              | Vettura                 | Note | Resoconto |
| -------------------------------------------------------------------------------- | ---------------------------- | --------------- | ----------------------------------- | ----------------------- | ---- | --------- |
| 1961                                                                             | 4 Ore di Pescara             | Sport Prototipi | Lorenzo Bandini / Giorgio Scarlatti | Ferrari 250 Testa Rossa |      | Resoconto |
| 1960                                                                             | XXVI Gran Premio di Pescara  | Formula 2       | Dennis Hulme                        | Cooper BMC              |      | Resoconto |
| 1958 - 1959: Sospesa a causa della tragedia di Guidizzolo                        |                              |                 |                                     |                         |      |           |
| 1957                                                                             | XXV Circuito di Pescara      | Formula 1       | Stirling Moss                       | Vanwall VW5             |      | Resoconto |
| 1956                                                                             | XXIV Gran Premio di Pescara  | Sport Prototipi | Robert Manzon                       | Simca-Gordini T15S      | (1)  | Resoconto |
| 1955: Sospesa a causa dell'incidente alla 24 Ore di Le Mans                      |                              |                 |                                     |                         |      |           |
| 1954                                                                             | XXIII Gran Premio di Pescara | Formula 1 e 2   | Luigi Musso                         | Maserati 250F           | (1)  | Resoconto |
| 1953                                                                             | 2ª 12 Ore di Pescara         | Sport Prototipi | Umberto Maglioli / Mike Hawthorn    | Ferrari 375MM           | (1)  | Resoconto |
| 1952                                                                             | 1ª 12 Ore di Pescara         | Sport Prototipi | Giovanni Bracco / Paolo Marzotto    | Ferrari 250 S           |      | Resoconto |
| 1951                                                                             | XX Circuito di Pescara       | Formula 1       | José Froilán González               | Ferrari 375 F1          | (1)  | Resoconto |
| 1950                                                                             | XIX Circuito di Pescara      | Formula 1       | Juan Manuel Fangio                  | Alfa Romeo 158          | (1)  | Resoconto |
| 1949                                                                             | XVIII Circuito di Pescara    | -               | Franco Rol                          | Alfa Romeo 2.5          |      | Resoconto |
| 1948                                                                             | XVII Circuito di Pescara     | -               | Giovanni Bracco/Alberto Ascari      | Maserati A6GCS          |      | Resoconto |
| 1947                                                                             | XVI Circuito di Pescara      | -               | Vincenzo Auricchio                  | Stanguellini-Fiat 1100  |      | Resoconto |
| 1940 - 1946: Sospesa a causa della seconda guerra mondiale                       |                              |                 |                                     |                         |      |           |
| 1939                                                                             | XV Coppa Acerbo              | Grand Prix      | Clemente Biondetti                  | Alfa Romeo 158          |      | Resoconto |
| 1938                                                                             | XIV Coppa Acerbo             | Grand Prix      | Rudolf Caracciola                   | Mercedes-Benz W154      |      | Resoconto |
| 1937                                                                             | XIII Coppa Acerbo            | Grand Prix      | Bernd Rosemeyer                     | Auto Union Type C       |      | Resoconto |
| 1936                                                                             | XII Coppa Acerbo             | Grand Prix      | Bernd Rosemeyer                     | Auto Union Type C       |      | Resoconto |
| 1935                                                                             | XI Coppa Acerbo              | Grand Prix      | Achille Varzi                       | Auto Union Type C       |      | Resoconto |
| 1934                                                                             | X Coppa Acerbo               | Grand Prix      | Luigi Fagioli                       | Mercedes-Benz W25       |      | Resoconto |
| 1933                                                                             | IX Coppa Acerbo              | Grand Prix      | Luigi Fagioli                       | Alfa Romeo P3           |      | Resoconto |
| 1932                                                                             | VIII Coppa Acerbo            | Grand Prix      | Tazio Nuvolari                      | Alfa Romeo P3           |      | Resoconto |
| 1931                                                                             | VII Coppa Acerbo             | Grand Prix      | Giuseppe Campari                    | Alfa Romeo Tipo A       |      | Resoconto |
| 1930                                                                             | VI Coppa Acerbo              | Grand Prix      | Achille Varzi                       | Maserati 26M            |      | Resoconto |
| 1929: Sospesa a causa dei lavori per la costruzione della ferrovia Pescara-Penne |                              |                 |                                     |                         |      |           |
| 1928                                                                             | V Coppa Acerbo               | Grand Prix      | Giuseppe Campari                    | Alfa Romeo P2           |      | Resoconto |
| 1927                                                                             | IV Coppa Acerbo              | Grand Prix      | Giuseppe Campari                    | Alfa Romeo P2           |      | Resoconto |
| 1926                                                                             | III Coppa Acerbo             | Grand Prix      | Luigi Spinozzi                      | Bugatti T35             |      | Resoconto |
| 1925                                                                             | II Coppa Acerbo              | Grand Prix      | Guido Ginaldi                       | Alfa Romeo RL SS        |      | Resoconto |
| 1924                                                                             | I Coppa Acerbo               | Grand Prix      | Enzo Ferrari                        | Alfa Romeo RL SS        |      | Resoconto |

- (1) - Gara non valida per la classifica di campionato

## Targa Abruzzi

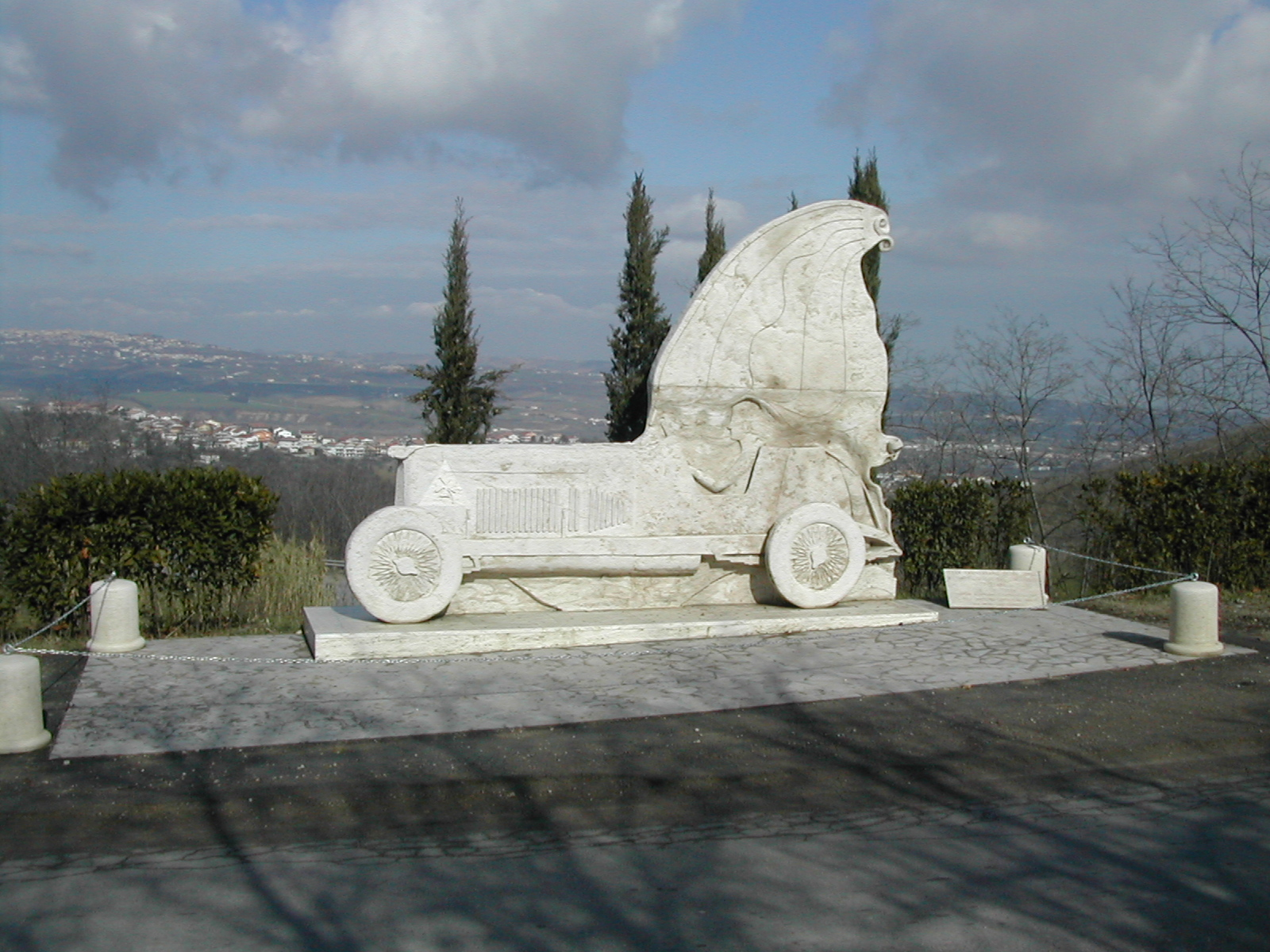
Scultura commemorativa a Spoltore realizzata da Igor Cascella.

La Targa Abruzzi si disputava sul Circuito di Pescara, negli stessi giorni in cui si disputava la Coppa Acerbo (dal 1924).
Mentre quest'ultima era riservata alle vetture Gran Prix (oltre 1500 cm³) e vetturette (fino a 1500 cc) in due gare separate che si disputavano il medesimo giorno, la Targa Abruzzo era riservata alle vetture Turismo, inizialmente, e si disputò dal 1927.
Era una gara di durata che negli anni 1934-1935 raggiunse la durata di 24 ore (nel 1934 furono percorsi 513 km), in seguito ridotta a 12 e 6 ore, e si disputò sino al 1940.
Dopo il 1935 furono ammesse anche vetture nella categoria sport. Fu usanza delle case automobilistiche che vincevano questa competizione dare il nome "Pescara" ai propri modelli vincitori della gara (Alfa Romeo 2300 "Pescara", Siata "Pescara", ecc.).

### Albo d'oro
Albo d'oro della Targa Abruzzi.
| Anno | Vincitore                           | Vettura                             | Resoconto |
| ---- | ----------------------------------- | ----------------------------------- | --------- |
| 1925 | Pio Avati                           | Isotta Fraschini                    | Resoconto |
| 1926 | Pio Avati                           | Isotta Fraschini                    | Resoconto |
| 1927 | Angelo Chieregato                   | Alfa Romeo                          | Resoconto |
| 1928 | Giulio Foresti                      | Bugatti                             | Resoconto |
| 1932 | Renato Balestero                    | Alfa Romeo                          | Resoconto |
| 1933 | Carlo Felice Trossi                 | Alfa Romeo 8C 2300 Monza            | Resoconto |
| 1934 | Cesare Cortese Francesco Severi     | Alfa Romeo                          | Resoconto |
| 1935 | Cesare Cortese Francesco Severi     | Alfa Romeo                          | Resoconto |
| 1937 | Franco Cortese                      | Alfa Romeo 2300B Pescara Berlinetta | Resoconto |
| 1938 | Franco Cortese Pietro Ghersi        | Alfa Romeo 2300B Touring            | Resoconto |
| 1939 | Ferdinando Righetti Lotario Rangoni | Alfa Romeo                          | Resoconto |